# Louisa (Kentucky)
Louisa – miasto w Stanach Zjednoczonych, w stanie Kentucky, w hrabstwie Grant.